# Jochart Berg
Jochart Berg är ett berg i Österrike.   Det ligger i distriktet Lilienfeld och förbundslandet Niederösterreich, i den östra delen av landet, 60 km sydväst om huvudstaden Wien. Toppen på Jochart Berg är 1 084 meter över havet.
Terrängen runt Jochart Berg är huvudsakligen kuperad. Runt Jochart Berg är det ganska tätbefolkat, med 75 invånare per kvadratkilometer.. Närmaste större samhälle är Lilienfeld, 13,9 km nordväst om Jochart Berg. 
I omgivningarna runt Jochart Berg växer i huvudsak blandskog.